# Callophycus
Genre
Callophycus est un genre d'algues rouges incertae sedis. 

## Liste d'espèces
Selon AlgaeBase (26 juillet 2013) et World Register of Marine Species (26 juillet 2013) :
- Callophycus africanus (F.Schmitz) F.E.Hewitt, 1960
- Callophycus condominius R.E.Norris, 1987
- Callophycus costatus (Harvey) P.C.Silva, 1957
- Callophycus densus (Sonder) Kraft, 1984
- Callophycus dorsifer (C.Agardh) P.C.Silva, 1957 (espèce type)
- Callophycus harveyanus (J.Agardh) P.Silva, 1957
- Callophycus laxus (Sonder) P.C.Silva, 1957
- Callophycus oppositifolius (C.Agardh) P.C.Silva, 1957
- Callophycus serratus (Harvey ex Kützing) P.C.Silva, 1957
- Callophycus tridentifer Kraft, 1984

Selon NCBI (26 juillet 2013) :
- Callophycus africanus
- Callophycus densus
- Callophycus oppositifolius
- Callophycus serratus